# Liste der Olympiasieger im Hockey/Medaillengewinner
Diese Liste ist Teil der Liste der Olympiasieger im Hockey. Sie listet alle Sieger, zweit- und drittplatzierten Mannschaften mit dem vollständigen Kader der bisherigen olympischen Hockeyturniere der Männer auf.

## Wettbewerbe
| Olympia | Gold | Silber | Bronze | Bronze |
| ------- | --- | --- | --- | --- |
| 1908    | EnglandLouis Baillon Harry Freeman Eric Green Gerald Logan Alan Noble Edgar Page Reginald Pridmore Percy Rees John Robinson Stanley Shoveller Harvey Wood | IrlandPercy Allman-Smith Henry Brown Walter Campbell William Graham Richard Gregg Edward Holmes Robert Kennedy Henry Murphy Walter Peterson Charles Power Frank Robinson | SchottlandAlexander Burt John Burt Andrew Dennistoun Charles Foulkes Hew Fraser John Harper-Orr Ivan Laing Hugh Neilson William Orchardson Norman Stevenson Hugh Walker | WalesFrederick Connah Llewellyn Evans Arthur Law Richard Lyne Wilfred Pallott Frederick Phillips Edward Richards Charles Shephard Bertrand Turnbull Philip Turnbull James Williams |
| 1920    | GroßbritannienCharles Atkin Jack Bennett Colin Campbell Harold Cassels Harold Cooke Eric Crockford Reginald Crummack Harry Haslam Arthur Leighton Charles Marcon John McBryan George McGrath Stanley Shoveller William Smith Cyril Wilkinson                                                                                 | DänemarkHans Bjerrum Ejvind Blach Niels Blach Steen Due Thorvald Eigenbrod Frands Faber Hans Jørgen Hansen Hans Herlak Henning Holst Erik Husted Paul Metz Andreas Rasmussen | BelgienAndré Becquet Pierre Chibert Raoul Daufresne de la Chevalerie Fernand de Montigny Charles Delelienne Louis Diercxsens Robert Gevers Adolphe Goemaere Charles Gniette Raymond Keppens René Strauwen Pierre Valcke Maurice van den Bemden Jean Van Nérom                                                    | BelgienAndré Becquet Pierre Chibert Raoul Daufresne de la Chevalerie Fernand de Montigny Charles Delelienne Louis Diercxsens Robert Gevers Adolphe Goemaere Charles Gniette Raymond Keppens René Strauwen Pierre Valcke Maurice van den Bemden Jean Van Nérom                                                    |
| 1928    | Britisch-IndienRichard James Allen Dhyan Chand Bais Michael Gateley Kher Singh Gill William Goodsir-Cullen Leslie Charles Hammond Feroze Khan George Marthins Rex A. Norris Broome Eric Pinniger Michael Rocque Frederic Seaman Ali Shaukat Jaipal Singh Sayed M. Yusuf                                                      | NiederlandeJan Ankerman Jan Brand Rein de Waal Emile Duson Gerrit Jannink Adriaan Katte August Kop Otto Muller von Czernicki Ab Tresling Paul van de Rovaart Robert van der Veen Tonny van Lierop Haas Visser ’t Hooft | Deutsches ReichBruno Boche Georg Brunner Heinz Förstendorf Erwin Franzkowiak Werner Freyberg Theodor Haag Hans Haußmann Kurt Haverbeck Aribert Heymann Herbert Hobein Friedrich Horn Karl-Heinz Irmer Herbert Kemmer Herbert Müller Werner Proft Gerd Strantzen Kurt Weiß Rolf Wollner Heinz Wöltje Erich Zander | Deutsches ReichBruno Boche Georg Brunner Heinz Förstendorf Erwin Franzkowiak Werner Freyberg Theodor Haag Hans Haußmann Kurt Haverbeck Aribert Heymann Herbert Hobein Friedrich Horn Karl-Heinz Irmer Herbert Kemmer Herbert Müller Werner Proft Gerd Strantzen Kurt Weiß Rolf Wollner Heinz Wöltje Erich Zander |
| 1932    | Britisch-IndienRichard James Allen Muhammad Aslam Lal Shah Bokhari Frank Brewin Richard John Carr Dhyan Chand Bais Leslie Charles Hammond Arthur Charles Hind Syed Mohd Jafar Massud Minhas Broome Eric Pinniger Gurmit Singh Kullar Roop Singh Bais William Sullivan Carlyle Tapsell                                        | JapanMasuyuki Asakawa Shumkichi Hamada Junzo Inohara Sadayoshi Kobayashi Haruhiko Kon Kenichi Konishi Hiroshi Nagata Eiichi Nakamura Yoshio Sakai Katsumi Shibata Akio Sohda Toshio Usami | Vereinigte StaatenWilliam Boddington Harold Brewster Roy Coffin Amos Deacon Horace Disston Samuel Ewing James Gentle Henry Greer Lawrence Knapp David McMullin Leonard O’Brien Charles Sheaffer Frederick Wolters                                                                                                | Vereinigte StaatenWilliam Boddington Harold Brewster Roy Coffin Amos Deacon Horace Disston Samuel Ewing James Gentle Henry Greer Lawrence Knapp David McMullin Leonard O’Brien Charles Sheaffer Frederick Wolters                                                                                                |
| 1936    | Britisch-IndienRichard James Allen Dhyan Chand Ali Dara Lionel Emmett Peter Fernandes Joseph Galibardy Earnest Goodsir-Cullen Mohammed Hussain Sayed Jaffar Ahmed Khan Ahsan Khan Mirza Masood Cyril Michie Baburao Nimal Joseph Phillips Shabban Shahab-ud-Din Gurcharan Singh Grewal Roop Singh Carlyle Tapsell            | Deutsches ReichHermann Auf der Heide Ludwig Beisiegel Erich Cuntz Karl Dröse Alfred Gerdes Werner Hamel Harald Huffmann Erwin Keller Herbert Kemmer Werner Kubitzki Paul Mehlitz Carl Menke Fritz Messner Detlef Okrent Heinrich Peter Heinz Raack Carl Ruck Hans Scherbart Heinz Schmalix Tito Warnholtz Kurt Weiß Erich Zander | NiederlandeErnst van den Berg Pieter Gunning Rudolf van der Haar Inge Heijbroek Tonny van Lierop Hendrik de Looper Jan de Looper Agathon de Roos Hans Schnitger René Sparenberg Rein de Waal Max Westerkamp | NiederlandeErnst van den Berg Pieter Gunning Rudolf van der Haar Inge Heijbroek Tonny van Lierop Hendrik de Looper Jan de Looper Agathon de Roos Hans Schnitger René Sparenberg Rein de Waal Max Westerkamp |
| 1948    | IndienLeslie Claudius Keshav Dutt Walter D’Souza Lawrie Fernandes Ranganathan Francis Gerry Glacken Akhtar Hussain Patrick Jansen Amir Kumar Kishan Lal Leo Pinto Jaswant Singh Rajput Latifur Rehman Reginald Rodrigues Balbir Singh Grahanandan Singh Kunwar Digvijay Singh Randhir Singh Gentle Trilochan Singh Maxie Vaz | GroßbritannienRobert Adlard Norman Borrett David Brodie Ronald Davis William Griffiths Robin Lindsay William Lindsay John Peake Frank Reynolds George Sime Michael Walford Neil White | NiederlandeAndré Boerstra Henk Bouwman Piet Bromberg Harry Derckx Han Drijver Dick Esser Roepie Kruize Jenne Langhout Dick Loggere Ton Richter Eddy Tiel Wim van Heel | NiederlandeAndré Boerstra Henk Bouwman Piet Bromberg Harry Derckx Han Drijver Dick Esser Roepie Kruize Jenne Langhout Dick Loggere Ton Richter Eddy Tiel Wim van Heel |
| 1952    | IndienLeslie Claudius Meldric Daluz Keshav Dutt Chinadori Deshmutu Ranganathan Francis Raghbir Lal Govind Perumal Muniswamy Rajgopal Balbir Singh Dharam Singh Grahanandan Singh Kunwar Singh Randhir Singh Gentle Udham Singh                                                                                               | NiederlandeJules Ancion André Boerstra Harry Derckx Han Drijver Dick Esser Roepie Kruize Dick Loggere Lau Mulder Eddy Tiel Wim van Heel Leonard Wery | GroßbritannienDenys Carnill John Cockett John Conroy Graham Dadds Derek Day Dennis Eagan Robin Fletcher Roger Midgley Richard Norris Neil Nugent Anthony Nunn Anthony John Robinson John Paskin Taylor | GroßbritannienDenys Carnill John Cockett John Conroy Graham Dadds Derek Day Dennis Eagan Robin Fletcher Roger Midgley Richard Norris Neil Nugent Anthony Nunn Anthony John Robinson John Paskin Taylor |
| 1956    | IndienLeslie Claudius Ranganathan Francis Haripal Kaushik Amir Kumar Raghbir Lal Shankar Laxman Govind Perumal Amit Singh Bakshish Sandu Singh Balbir Singh Balkrishan Singh Gurdev Singh Hardayal Singh Udham Singh Raghbir Singh Bhola Randhir Singh Gentle Charles Stephen                                                | PakistanAbdul Hamid Nasir Ahmad Anwar Ahmad Khan Hussein Akhtar Noor Alam Manzoor Hussain Atif Naseer Bunda Munir Ahmad Dar Zakir Hussain Qazi Massarrat Hussain Ghulam Rasul Habibur Rehman Latifur Rehman Mutih Ullah | DeutschlandGünther Brennecke Hugo Budinger Werner Delmes Hugo Dollheiser Eberhard Ferstl Alfred Lücker Franz Nikodem Helmut Nonn Wolfgang Nonn Heinz Radzikowski Werner Rosenbaum Karl-Heinz Schmidt Günther Ullerich                                                                                            | DeutschlandGünther Brennecke Hugo Budinger Werner Delmes Hugo Dollheiser Eberhard Ferstl Alfred Lücker Franz Nikodem Helmut Nonn Wolfgang Nonn Heinz Radzikowski Werner Rosenbaum Karl-Heinz Schmidt Günther Ullerich                                                                                            |
| 1960    | PakistanAbdul Hamid Anwar Ahmad Khan Bashir Ahmad Mustaq Ahmad Munir Ahmad Dar Nasir Ahmad Noor Alam Habib Ali Kiddie Khurshid Aslam Manzoor Hussain Atif Abdul Rashid Ghulam Rasul Mutih Ullah Abdul Waheed | IndienJoseph Antic Leslie Claudius Mohinder Lal Shankar Laxman John Peter Govind Sawant Jaman Lal Sharma Charanjit Singh Jaswant Singh Joginder Singh Raghbir Singh Bhola Prithipal Singh Udham Singh | SpanienPedro Amat Francisco Cavaller José Colomer Juan Ángel Cazado Carlos del Coso Eduardo Dualde José Antonio Dinarés Joaquín Dualde Rafael Egusquiza Pedro Murúa Ignacio Macaya Luis María Usoz Pedro Roig Narciso Ventalló                                                                                   | SpanienPedro Amat Francisco Cavaller José Colomer Juan Ángel Cazado Carlos del Coso Eduardo Dualde José Antonio Dinarés Joaquín Dualde Rafael Egusquiza Pedro Murúa Ignacio Macaya Luis María Usoz Pedro Roig Narciso Ventalló                                                                                   |
| 1964    | IndienRajendra Christy Harbinder Singh Hari Pal Kaushik Shankar Laxman Mohinder Lal Bandu Patil John Peter Ali Sayeed Balbir Singh Charanjit Singh Darshan Singh Dharam Singh Gurbux Singh Jagjit Singh Joginder Singh Prithipal Singh Rajinder Singh Udham Singh                                                            | PakistanMuhammad Manna Anwar Ahmad Munir Ahmad Dar Zafar Ahmad Saeed Anwar Muhammad Asad Malik Manzoor Hussain Atif Khursid Azam Tariq Aziz Zaka Din Abdul Hamid Zafar Hayat Khalid Mahmood Khizar Nawaz Tariq Niazi Muhammad Rashid Motih Ullah                                                                                 | AustralienMervyn Crossman Paul Dearing Raymond Evans Brian Glencross Robin Hodder Donald Martin John McBryde Donald McWatters Patrick Nilan Eric Pearce Julian Pearce Desmond Piper Donald Smart Anthony Waters Graham Wood                                                                                      | AustralienMervyn Crossman Paul Dearing Raymond Evans Brian Glencross Robin Hodder Donald Martin John McBryde Donald McWatters Patrick Nilan Eric Pearce Julian Pearce Desmond Piper Donald Smart Anthony Waters Graham Wood                                                                                      |
| 1968    | PakistanLaeeq Ahmed Riaz Ahmed Gulraiz Akhtar Saeed Anwar Muhammad Asad Malik Mohammad Ashfaq Tariq Aziz Jehangir Ahmed Butt Farooq Ahmad Khan Tanvir Ahmed Dar Khalid Mahmood Zakir Hussain Tariq Niazi Abdul Rashid Fazal Rehman Qazi Salahuddin Anwar All Shah Riaz Ud Din                                                | AustralienArthur Busch Paul Dearing Raymond Evans Brian Glencross Robert Haigh Donald Martin James Mason Donald McWatters Patrick Nilan Eric Pearce Gordon Pearce Julian Pearce Desmond Piper Fred Quine Ronald Riley Donald Smart                                                                                               | IndienRajendra Absolem Christy Perumal Krishnamurthy John Peter Inamur Rehman Munir Sait Ajitpal Singh Prithipal Singh Gurbux Singh Dharam Singh Balbir Singh I Balbir Singh II Balbir Singh III Harmik Singh Jagjit Singh Harbinder Singh Tarsem Singh Inder Singh Gurbaksh Singh                               | IndienRajendra Absolem Christy Perumal Krishnamurthy John Peter Inamur Rehman Munir Sait Ajitpal Singh Prithipal Singh Gurbux Singh Dharam Singh Balbir Singh I Balbir Singh II Balbir Singh III Harmik Singh Jagjit Singh Harbinder Singh Tarsem Singh Inder Singh Gurbaksh Singh                               |
| 1972    | BR DeutschlandWolfgang Baumgart Horst Dröse Dieter Freise Michael Krause Carsten Keller Ulrich Klaes Peter Kraus Detlev Kittstein Michael Peter Uli Vos Peter Trump Eckart Suhl Fritz Schmidt Eduard Thelen Wolfgang Rott Rainer Seifert Werner Kaessmann Wolfgang Strödter                                                  | PakistanSaleem Sherwani Akhtarul Islam Munawaruz Zaman Saeed Anwar Riaz Ahmed Fazalur Rehman Islahud Din Muhammed Shahnaz Mudassar Asghar Abdul Rashid Muhammad Asad Malik Rasool Akhtar Jahangir Butt Iftikhar Ahmed Syed | IndienGovinda Billimogaputtaswamy Charles Cornelius Manuel Frederick Michael Kindo Ashok Kumar Ganesh Mollerapoovayya Krishnamurty Perumal Ajitpal Singh Harbinder Singh Harcharan Singh Harmik Singh Kulwant Singh Mukhbain Singh Varinder Singh                                                                | IndienGovinda Billimogaputtaswamy Charles Cornelius Manuel Frederick Michael Kindo Ashok Kumar Ganesh Mollerapoovayya Krishnamurty Perumal Ajitpal Singh Harbinder Singh Harcharan Singh Harmik Singh Kulwant Singh Mukhbain Singh Varinder Singh                                                                |
| 1976    | NeuseelandPaul Ackerley Arthur Borren Alan Chesney Alan McIntyre John Christensen Gregory Dayman Tony Ineson Barry Maister Selwyn Maister Trevor Manning Arthur Parkin Ramesh Patel Jeffrey Archibald Mohan Patel Leslie Wilson                                                                                              | AustralienRobert Haigh Ric Charlesworth David Bell Terry Walsh Greg Browning Wayne Hammond Jim Irvine Malcolm Poole Robert Proctor Ronald Riley Trevor Smith Douglas Golder lan Cooke Barry Dancer | PakistanManzoor Hassan Munawaruz Zaman Saleem Nazim Rasool Akhtar Iftikhar Ahmed Syed Islah Islahuddin Samiulah Khan Hanif Khan Manzoor Hussain Abdul Rashid Gamar Zia Mudassar Asghar Saleern Sherwani Shanaz Sheikh Arshad Mahmood Arshad Ali Chaudry                                                          | PakistanManzoor Hassan Munawaruz Zaman Saleem Nazim Rasool Akhtar Iftikhar Ahmed Syed Islah Islahuddin Samiulah Khan Hanif Khan Manzoor Hussain Abdul Rashid Gamar Zia Mudassar Asghar Saleern Sherwani Shanaz Sheikh Arshad Mahmood Arshad Ali Chaudry                                                          |
| 1980    | IndienSchofield Allan Bir Bahadur Chettri Dung Dung Sylvanus Rajinder Singh Deavinder Singh Gurmail Singh Baskaran Vasudevan Somaya Maneypanda Ravinder Pal Singh Charanjit Kumar Merwyn Fernandis Zafar Iqbal Maharaj Krishan Kaushik Amarjit Rana Singh Shahid Mohamed Surinder Singh                                      | SpanienJosé García Juan Amat Santiago Malgosa Carlos Roca Rafael Garralda Francisco Fábregas Ricardo Cabot Juan Luis Coghen Miguel Chaves Juan Arbós Juan Pellón Jaime Arbós Miguel de Paz Javier Cabot Paulino Monsalve Jaime Zumalacárregui                                                                                    | SowjetunionFarit Sigangirow Oleg Sagorodnew Alexander Sytschow Wladimir Pleschakow Sergei Pleschakow Leonid Pawlowski Michail Nitschepurenko Alexander Mjasnikow Wjatscheslaw Lampejew Sergei Klewzow Sos Hajrapetjan Alexander Gussew Alexander Gontscharow Wiktor Deputatow Waleri Beljakow Minneula Asisow    | SowjetunionFarit Sigangirow Oleg Sagorodnew Alexander Sytschow Wladimir Pleschakow Sergei Pleschakow Leonid Pawlowski Michail Nitschepurenko Alexander Mjasnikow Wjatscheslaw Lampejew Sergei Klewzow Sos Hajrapetjan Alexander Gussew Alexander Gontscharow Wiktor Deputatow Waleri Beljakow Minneula Asisow    |
| 1984    | PakistanIshtiaq Ahmed Mushtaq Ahmad Naeem Akhtar Nasir Ali Tauqeer Dar Khalid Hameed Manzoor Hussain Hanif Khan Kaleemullah Khan Shahid Ali Khan Ayaz Mahmood Ghulam Moinuddin Abdul Rashid Hassan Sardar Saleem Sherwani Quasim Zia                                                                                         | BR DeutschlandChristian Bassemir Stefan Blöcher Dirk Brinkmann Heiner Dopp Carsten Fischer Tobias Frank Volker Fried Thomas Gunst Karl-Joachim Hürter Horst-Ulrich Hänel Andreas Keller Reinhard Krull Michael Peter Thomas Reck Ekkhard Schmidt-Opper Markku Slawyk                                                             | GroßbritannienPaul Barber Stephen Batchelor Kulbir Bhaura Robert Cattrall Richard Dodds James Duthie Norman Hughes Sean Kerly Richard Leman Stephen Martin Billy McConnell Veryan Pappin Jon Potter Mark Precious Ian Taylor David Westcott                                                                      | GroßbritannienPaul Barber Stephen Batchelor Kulbir Bhaura Robert Cattrall Richard Dodds James Duthie Norman Hughes Sean Kerly Richard Leman Stephen Martin Billy McConnell Veryan Pappin Jon Potter Mark Precious Ian Taylor David Westcott                                                                      |
| 1988    | GroßbritannienPaul Barber Stephen Batchelor Kulbir Bhaura Robert Clift Richard Dodds David Faulkner Russell Garcia Martyn Grimley Sean Kerly Jimmy Kirkwood Richard Leman Stephen Martin Veryan Pappin Jon Potter Imran Sherwani Ian Taylor                                                                                  | BR DeutschlandStefan Blöcher Dirk Brinkmann Thomas Brinkmann Heiner Dopp Hanns-Henning Fastrich Carsten Fischer Tobias Frank Volker Fried Horst-Ulrich Hänel Michael Hilgers Andreas Keller Michael Metz Andreas Mollandin Thomas Reck Christian Schliemann Ekkhard Schmidt-Opper                                                | NiederlandeMarc Benninga Cees Jan Diepeveen Patrick Faber René Klaassen Hendrik Jan Kooijman Taco van den Honert Hidde Kruize Frank Leistra Erik Parlevliet Gert Jan Schlatmann Tim Steens Floris Jan Bovelander Jacques Brinkman Marc Delissen Maurits Crucq Ronald Jansen                                      | NiederlandeMarc Benninga Cees Jan Diepeveen Patrick Faber René Klaassen Hendrik Jan Kooijman Taco van den Honert Hidde Kruize Frank Leistra Erik Parlevliet Gert Jan Schlatmann Tim Steens Floris Jan Bovelander Jacques Brinkman Marc Delissen Maurits Crucq Ronald Jansen                                      |
| 1992    | DeutschlandAndreas Becker Christian Blunck Christian Mayerhöfer Volker Fried Andreas Keller Carsten Fischer Oliver Kurtz Michael Hilgers Michael Knauth Stefan Tewes Michael Metz Sven Meinhardt Klaus Michler Christopher Reitz Stefan Saliger Jan Peter Tewes                                                              | AustralienJohn Bestall Warren Birmingham Lee Bodimeade Ashley Carey Damon Diletti Gregory Corbitt Lachlan Dreher Paul Snowden Lewis Stephen Davies Lachlan Elmer Dean Evans Graham Reid Jay Stacy David Wansbrough Ken Wark Michael York                                                                                         | PakistanShahbaz Ahmad Muhammad Akhlaq Ahmad Anjum Saeed Wasim Feroz Mansoor Ahmad Musaddiq Hussain Muhammad Khalid Tahir Zaman Muhammad Asif Bajwa Khawaja Muhammad Junaid Khalid Bashir Muhammad Qamar Ibrahim Farhat Hassan Khan Shahid Ali Khan Rana Mujahid Ali Muhammad Shabaz                              | PakistanShahbaz Ahmad Muhammad Akhlaq Ahmad Anjum Saeed Wasim Feroz Mansoor Ahmad Musaddiq Hussain Muhammad Khalid Tahir Zaman Muhammad Asif Bajwa Khawaja Muhammad Junaid Khalid Bashir Muhammad Qamar Ibrahim Farhat Hassan Khan Shahid Ali Khan Rana Mujahid Ali Muhammad Shabaz                              |
| 1996    | NiederlandeFloris Jan Bovelander Guus Vogels Maurits Crucq Jacques Brinkman Tycho van Meer Marc Delissen Ronald Jansen Jeroen Delmee Bram Lomans Taco van den Honert Teun de Nooijer Erik Jazet Remco van Wijk Wouter van Pelt Leo Klein Gebbink Stephan Veen                                                                | SpanienJuantxo Garcia-Maurino Ramón Jufresa Óscar Barrena Kim Malgosa Jordi Arnau Xavier Escudé Jaime Amat Durán Juan Escarré Victor Pujol Ignacio Cobos Javier Arnau Antonio González Ramón Sala Juan Dinarés Pol Amat Pablo Usoz                                                                                               | AustralienMark Hager Grant Smith Stephen Davies Baeden Choppy Lachlan Elmer Brendan Garard Stuart Carruthers Damon Diletti Lachlan Dreher Paul Gaudoin Paul Snowden Lewis Matthew Smith Jay Stacy Ken Wark Daniel Sproule Michael York                                                                           | AustralienMark Hager Grant Smith Stephen Davies Baeden Choppy Lachlan Elmer Brendan Garard Stuart Carruthers Damon Diletti Lachlan Dreher Paul Gaudoin Paul Snowden Lewis Matthew Smith Jay Stacy Ken Wark Daniel Sproule Michael York                                                                           |
| 2000    | NiederlandeRonald Jansen Erik Jazet Guus Vogels Wouter van Pelt Bram Lomans Diederik van Weel Stephan Veen Jeroen Delmee Jacques Brinkman Remco van Wijk Teun de Nooijer Jaap Buma Peter Windt Sander van der Weide Piet-Hein Geeris Marten Eikelboom                                                                        | SüdkoreaKim Yoon Ji Seong-hwan Seo Jong-ho Kim Chel-hwan Kim Yong-bae Han Hyung-bae Kim Kyung-seok Kim Jung-chul Song Seung-tae Kang Keon-wook Kong Keon-wook Hwang Jong-hyun Lim Jung-woo Jeon Jong-ha Jeon Hong-kwon Yeo Woon-kon Lim Jong-chun                                                                                | AustralienMichael Brennan Adam Commens Jason Duff Troy Elder James Elmer Damon Diletti Lachlan Dreher Paul Gaudoin Jay Stacy Daniel Sproule Stephen Davies Michael York Craig Victory Stephen Holt Matthew Wells Brent Livermore                                                                                 | AustralienMichael Brennan Adam Commens Jason Duff Troy Elder James Elmer Damon Diletti Lachlan Dreher Paul Gaudoin Jay Stacy Daniel Sproule Stephen Davies Michael York Craig Victory Stephen Holt Matthew Wells Brent Livermore                                                                                 |
| 2004    | AustralienMichael Brennan Travis Brooks Dean Butler Jamie Dwyer Nathan Eglington Troy Elder Bevan George Robert Hammond Mark Hickman Mark Knowles Brent Livermore Stephen Mowlam Michael McCann Grant Schubert Matthew Wells Liam de Young                                                                                   | NiederlandeMatthijs Brouwer Ronald Brouwer Jeroen Delmee Geert-Jan Derikx Rob Derikx Marten Eikelboom Floris Evers Erik Jazet Karel Klaver Jesse Mahieu Rob Reckers Taeke Taekema Klaas Veering Guus Vogels Teun de Nooijer Sander van der Weide                                                                                 | DeutschlandClemens Arnold Christoph Bechmann Sebastian Biederlack Philipp Crone Eike Duckwitz Christoph Eimer Björn Emmerling Florian Kunz Björn Michel Sascha Reinelt Justus Scharowsky Christian Schulte Tibor Weißenborn Timo Wess Matthias Witthaus Christopher Zeller                                       | DeutschlandClemens Arnold Christoph Bechmann Sebastian Biederlack Philipp Crone Eike Duckwitz Christoph Eimer Björn Emmerling Florian Kunz Björn Michel Sascha Reinelt Justus Scharowsky Christian Schulte Tibor Weißenborn Timo Wess Matthias Witthaus Christopher Zeller                                       |
| 2008    | DeutschlandSebastian Biederlack Moritz Fürste Tobias Hauke Florian Keller Oliver Korn Niklas Meinert Jan-Marco Montag Maximilian Müller Juan Carlos Nevado Max Weinhold Tibor Weißenborn Benjamin Wess Timo Wess Philip Witte Matthias Witthaus Christopher Zeller Philipp Zeller Christian Schulte                          | SpanienDavid Alegre Ramón Alegre Pol Amat Eduard Arbós Quico Cortés Sergi Enrique Alex Fábregas Kiko Fábregas Juan Fernández Santiago Freixa Rodrigo Garza Roc Oliva Xavier Ribas Albert Sala Víctor Manuel Eduard Tubau | AustralienDes Abbott Travis Brooks Kiel Brown Liam de Young Luke Doerner Jamie Dwyer Bevan George David Guest Rob Hammond Fergus Kavanagh Mark Knowles Stephen Lambert Eli Matheson Eddie Ockenden Grant Schubert Andrew Smith Matthew Wells                                                                     | AustralienDes Abbott Travis Brooks Kiel Brown Liam de Young Luke Doerner Jamie Dwyer Bevan George David Guest Rob Hammond Fergus Kavanagh Mark Knowles Stephen Lambert Eli Matheson Eddie Ockenden Grant Schubert Andrew Smith Matthew Wells                                                                     |
| 2012    | DeutschlandMax Weinhold Oskar Deecke Florian Fuchs Moritz Fürste Martin Häner Tobias Hauke Oliver Korn Maximilian Müller Jan-Philipp Rabente Thilo Stralkowski Christopher Wesley Benjamin Wess Timo Wess Matthias Witthaus Christopher Zeller Philipp Zeller Linus Butt                                                     | NiederlandeSander Baart Billy Bakker Marcel Balkestein Floris Evers Rogier Hofman Robert van der Horst Wouter Jolie Robbert Kemperman Teun de Nooijer Jaap Stockmann Valentin Verga Klaas Vermeulen Bob de Voogd Mink van der Weerden Roderick Weusthof Sander de Wijn                                                           | AustralienNathan Burgers Matthew Butturini Joel Carroll Chris Ciriello Tim Deavin Jamie Dwyer Russell Ford Matthew Gohdes Kieran Govers Fergus Kavanagh Mark Knowles Eddie Ockenden Simon Orchard Matthew Swann Glenn Turner Liam de Young                                                                       | AustralienNathan Burgers Matthew Butturini Joel Carroll Chris Ciriello Tim Deavin Jamie Dwyer Russell Ford Matthew Gohdes Kieran Govers Fergus Kavanagh Mark Knowles Eddie Ockenden Simon Orchard Matthew Swann Glenn Turner Liam de Young                                                                       |
| 2016    | ArgentinienManuel Brunet Facundo Callioni Juan Gilardi Isidoro Ibarra Pedro Ibarra Juan Martín López Luca Masso Agustín Mazzilli Joaquin Menini Ignacio Ortíz Matias Paredes Gonzalo Peillat Lucas Rey Matias Rey Lucas Rossi Juan Saladino Lucas Vila Juan Manuel Vivaldi                                                   | BelgienGauthier Boccard Tom Boon Thomas Briels Cedric Charlier Tanguy Cosyns Alexandre de Paeuw Felix Denayer Sebastien Dockier John-John Dohmen Simon Gougnard Alexander Hendrickx Loick Luypaert Emmanuel Stockbroekx Jerome Truyens Florent Van Aubel Arthur van Doren Elliot Van Strydonck Vincent Vanasch                   | DeutschlandLinus Butt Oskar Deecke Florian Fuchs Moritz Fürste Mats Grambusch Tom Grambusch Martin Häner Tobias Hauke Timm Herzbruch Nicolas Jacobi Oliver Korn Mathias Müller Timur Oruz Christopher Rühr Moritz Trompertz Niklas Wellen Christopher Wesley Martin Zwicker                                      | DeutschlandLinus Butt Oskar Deecke Florian Fuchs Moritz Fürste Mats Grambusch Tom Grambusch Martin Häner Tobias Hauke Timm Herzbruch Nicolas Jacobi Oliver Korn Mathias Müller Timur Oruz Christopher Rühr Moritz Trompertz Niklas Wellen Christopher Wesley Martin Zwicker                                      |
| 2020    | BelgienArthur Van Doren John-John Dohmen Florent Van Aubel Sébastien Dockier Cédric Charlier Gauthier Boccard Nicolas De Kerpel Alexander Hendrickx Félix Denayer Vincent Vanasch Simon Gougnard Arthur De Sloover Antoine Kina Loïck Luypaert Victor Wegnez Tom Boon Augustin Meurmans Thomas Briels                        | AustralienDaniel Beale Joshua Beltz Tim Brand Andrew Charter Thomas Craig Matthew Dawson Blake Govers Jeremy Hayward Tim Howard Dylan Martin Trent Mitton Edward Ockenden Flynn Ogilvie Lachlan Sharp Joshua Simmonds Jacob Whetton Tom Wickham Aran Zalewski                                                                    | IndienDilpreet Singh Rupinder Pal Singh Surender Kumar Manpreet Singh Hardik Singh Gurjant Singh Simranjeet Singh Mandeep Singh Harmanpreet Singh Lalit Upadhyay P. R. Sreejesh Sumit Nilakanta Sharma Shamsher Singh Varun Kumar Birendra Lakra Amit Rohidas Vivek Prasad                                       | IndienDilpreet Singh Rupinder Pal Singh Surender Kumar Manpreet Singh Hardik Singh Gurjant Singh Simranjeet Singh Mandeep Singh Harmanpreet Singh Lalit Upadhyay P. R. Sreejesh Sumit Nilakanta Sharma Shamsher Singh Varun Kumar Birendra Lakra Amit Rohidas Vivek Prasad                                       |
| 2024    | NiederlandeThierry Brinkman Jip Janssen Lars Balk Jonas de Geus Thijs van Dam Seve van Ass Jorrit Croon Justen Blok Derck de Vilder Floris Wortelboer Tjep Hoedemakers Koen Bijen Joep de Mol Pirmin Blaak Tijmen Reyenga Duco Telgenkamp Floris Middendorp Steijn van Heijningen                                            | DeutschlandMats Grambusch Mathias Müller Lukas Windfeder Niklas Wellen Johannes Große Thies Prinz Paul-Philipp Kaufmann Teo Hinrichs Tom Grambusch Gonzalo Peillat Christopher Rühr Justus Weigand Marco Miltkau Martin Zwicker Hannes Müller Malte Hellwig Moritz Ludwig Jean-Paul Danneberg                                    | IndienHarmanpreet Singh Jarmanpreet Singh Abhishek Nain Manpreet Singh Hardik Singh Gurjant Singh Sanjay Rana Mandeep Singh Lalit Upadhyay P. R. Sreejesh Sumit Walmiki Shamsher Singh Raj Kumar Pal Amit Rohidas Vivek Prasad Sukhjeet Singh                                                                    | IndienHarmanpreet Singh Jarmanpreet Singh Abhishek Nain Manpreet Singh Hardik Singh Gurjant Singh Sanjay Rana Mandeep Singh Lalit Upadhyay P. R. Sreejesh Sumit Walmiki Shamsher Singh Raj Kumar Pal Amit Rohidas Vivek Prasad Sukhjeet Singh                                                                    |